# Massimo Bonelli
Massimo Bonelli (Salerno, 10 settembre 1974) è un musicista, produttore discografico e editore italiano.

## Biografia
Ultimati gli studi a Salerno entra a far parte dell'organizzazione del Feedback Festival, manifestazione di discreto successo che si svolge ad Eboli (SA) negli anni compresi tra il 1998 e il 2002.
Sempre in quegli anni è il fondatore e la voce degli Alibia, band rock con la quale pubblicherà 3 album in studio e diversi singoli tra il 2000 e il 2010.
Dal 2002 si trasferisce a Roma dove entra a far parte della Compagnia Nuove Indye, casa discografica particolarmente attenta alla musica world, etnica e dialettale.
Nel 2008 viene nominato direttore artistico della Compagnia Nuove Indye e dal 2010 affianca il noto discografico Paolo Dossena nella gestione dell'azienda.
A partire dal 2007 collabora con altre società discografiche ed editoriali quali la Delta Italiana e la Look Studio in qualità di consulente editoriale e manager.
Dal 2007 al 2010, Bonelli è docente del Master in "Discografia e Management" de La Sapienza - Università di Roma.
Dal 2007 è membro residente della giuria del TMF - Tour Music Fest, assieme a Mogol ed ai direttori artistici di alcune delle maggiori case discografiche italiane.
Nel 2009, sempre assieme a Paolo Dossena, fonda CNI Live, agenzia di management ed eventi che gestisce l'attività live di numerosi artisti ed alcuni festival nazionali.
Nel 2013 è l'ideatore del circuito di festival denominato Calabriasona che raccoglie i principali artisti ed i maggiori festival della musica popolare calabrese.
Nel 2014 fonda Cilentosona, che ricalcando l'esperienza calabrese, realizza un circuito di eventi ed artisti cilentani (area culturale a sud di Salerno).
Sempre nel 2014 gli viene conferito l'incarico di Produttore esecutivo del Concerto del Primo Maggio di Roma e coordinatore generale di 1'M Festival. 
Alla fine del 2014 lascia Compagnia Nuove Indye ed avvia il progetto iCompany.
Nel 2015 diventa l'organizzatore del Concerto del Primo Maggio di Roma.
Nel 2016 assume il ruolo di consulente e collaboratore di eventi di rilievo quali il Premio Fabrizio De André, Area Sanremo, il Premio Giorgio Faletti, UniWeb Tour. 
Sempre nel 2016 fonda iEVENT, una piattaforma nazionale di grandi eventi e premi musicali e diventa il manager dell’artista Fabrizio Moro e dello scrittore e conduttore Massimo Cotto.
Il 22 ottobre 2016 al Teatro Ariston di Sanremo, in occasione della 40ª edizione del Premio Tenco produce l'evento "50 anni senza Luigi Tenco" che diventa poi anche un docufilm andato in onda su Rai 5 per la prima volta il 5 febbraio 2017.
Nel febbraio 2017 è organizzatore e consulente promozionale della Fondazione Orchestra Sinfonica di Sanremo per la realizzazione degli Eventi Collaterali al 67º Festival di Sanremo.
Nell'autunno 2017 assume il ruolo di manager degli artisti Renzo Rubino e Marina Rei.
Dal 2018 è organizzatore di Casa Siae, la struttura che viene installata a Sanremo durante il Festival di Sanremo.
Nel 2019 è produttore esecutivo di Faber Nostrum, l’album tributo dell’indie italiano a Fabrizio De André, prodotto da Sony Music in occasione del ventennale dalla scomparsa di Fabrizio De André.
Nel 2025 è direttore artistico del Concertone del 1 Maggio di Roma.

## Dischi prodotti da Massimo Bonelli
- 2000 - Alibia (Ep) di Alibia
- 2003 - Confini di Alibia
- 2004 - Heat-Pop di Xilema
- 2005 - Carion di Carion
- 2006 - Prospettive di Najvira
- 2006 - Dieci canzoni quasi finite di Ale
- 2006 - Va tutto bene di Alibia
- 2007 - Tra tutto e niente di Alibia
- 2008 - In2I di Danamaste
- 2009 - Mixtus di Mino Freda
- 2010 - Manuale Apocrifo delle Giovani Marmotte di Alibia
- 2011 - Hjuri di hjumari di TaranProject
- 2012 - Rolica di TaranProject
- 2012 - Taranproject Live (DVD) di TaranProject
- 2012 - Black Tarantella di Enzo Avitabile
- 2013 - Re Mida di Tintinnabula
- 2013 - Mastrìa di Francesco Loccisano
- 2013 - Sonu di TaranProject
- 2013 - Calabriasona (2CD) di AA.VV.
- 2014 - Sacro et Profano (2CD) di Mimmo Cavallaro
- 2014 - Background di Med Free Orkestra
- 2014 - Dago Red di Raiz e Fausto Mesolella
- 2015 - Madre di Giuliano Gabriele
- 2015 - Sciam Sciam di Tarantolati di Tricarico
- 2015 - The Best of di QuartAumentata
- 2015 - Vient'e tammurriata di Tammorrari del Vesuvio
- 2016 - Canzoni di Contrabbando di Eugenio Bennato
- 2016 - ...e cammina cammina di Peppe Barra
- 2016 - Presentimento di Peppe Servillo & Solis String Quartet
- 2016 - Nun tardare sole di Fiorenza Calogero
- 2016 - Bonu e malu tempu di Aliunde
- 2016 - Anche dopo che tutto si è spento di Giorgio Faletti
- 2018 - Custodire di Renzo Rubino
- 2018 - I Mondiali del '18 di La Municipàl
- 2018 - Italian Polaroid di La Municipàl
- 2018 - Mercurio Cromo di La Municipàl
- 2018 - Discografica Milano - 2018 di La Municipàl
- 2018 - Punk Ipa di La Municipàl
- 2019 - Faber Nostrum (Tributo a Fabrizio De André) di VV.AA.
- 2019 - Bellissimi Difetti di La Municipàl

## Dischi in cui ha suonato Massimo Bonelli
- 2000 - Alibia (Ep) di Alibia: voce, loop
- 2003 - Confini di Alibia: voce, chitarre
- 2006 - Va tutto bene di Alibia: voce, chitarre
- 2007 - Tra tutto e niente di Alibia: voce, chitarre
- 2010 - Manuale Apocrifo delle Giovani Marmotte di Alibia: voce, chitarre